# К'єлль Абелль

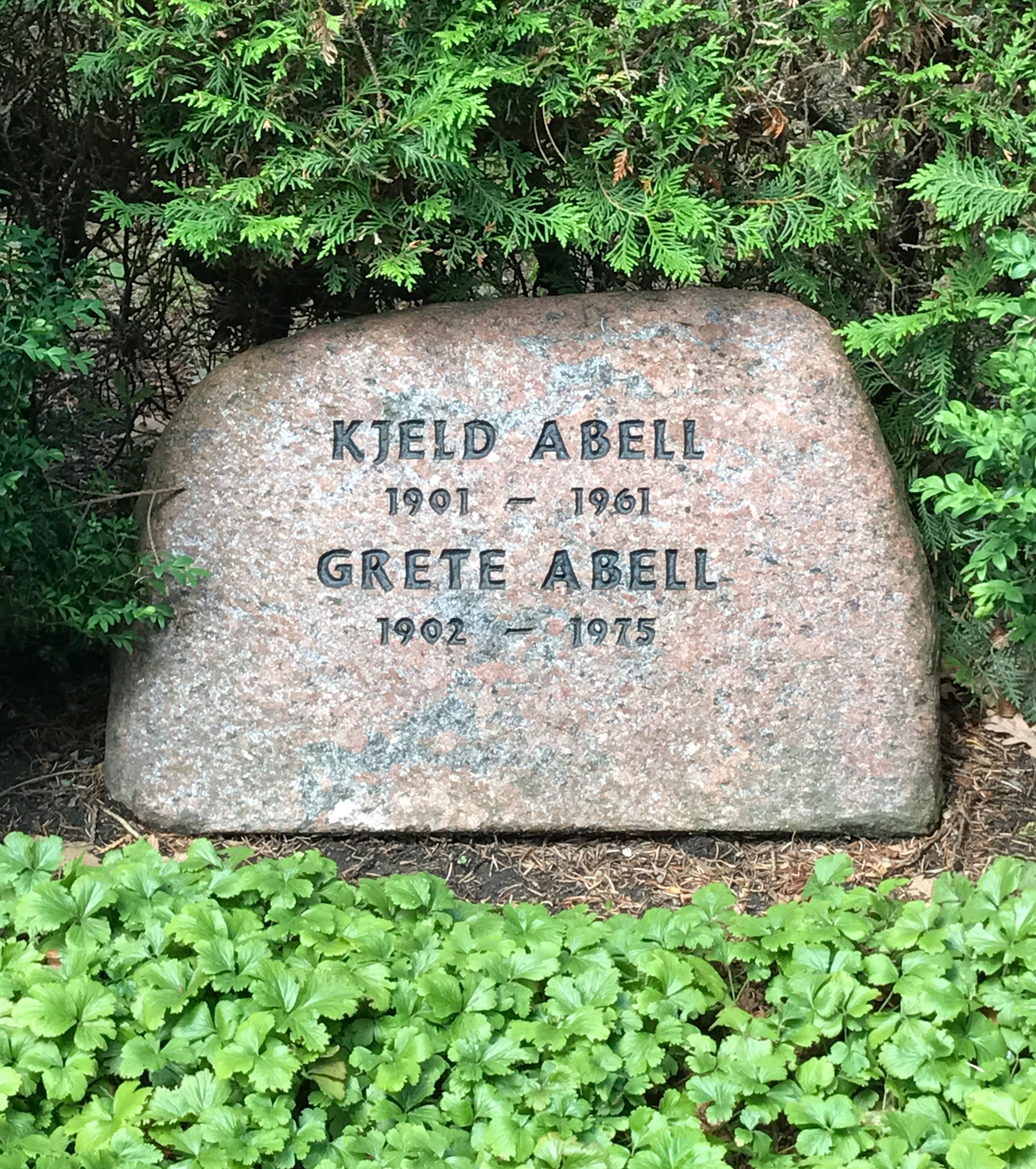

Абелль К'єлль (дан. Kjeld Abell) — (25 серпня 1901, м. Рібе — 5 березня 1961, Копенгаген) — данський драматург.

## Творчий доробок
Його перші твори містять критику буржуазної психології, закликають до боротьби за мир і демократію. Проблемі суспільного призначення людини та засудження міщанської моралі присвячено п'єси «Єва відбуває свій дитячий обов'язок» (1936), «Анна-Софі Гедвіг» (1939, одна з найкращих антифашистичних п'єс у країнах Скандинавії), «Сількеборг» (1946, про Рух Опору в Данії), «Дні на хмарі» (1947), комедію «Втрачена мелодія» (1935) та ін. Драми останніх років життя Абелля пройняті песимістичними.